# Ochyraea smithii
Ochyraea smithii là một loài Rêu trong họ Amblystegiaceae. Loài này được (Sw.) Ignatov & Ignatova mô tả khoa học đầu tiên năm 2004.